# Журавель Ярослав Сергійович
Яросла́в Сергі́йович Жураве́ль (8 березня 1980, с. Андріївка, Україна — 13 липня 2020, поблизу смт Зайцеве, Україна) — український військовик, учасник російсько-української війни.

## Життєпис
Ярослав Журавель народився 8 березня 1980 року у Верхньодніпровському районі Дніпропетровської області України.
З весни 2015 року на російсько-українській війні. Служив у 20-му окремому мотопіхотному батальйоні 93-ї бригади, в 35-ту окрему бригаду морської піхоти розвідник перевівся у 2019 році із 93 ОМБр «Холодний Яр» разом зі своїм, нині загиблим, командиром Дмитром Красногрудем.
Пройшов такі гарячі точки, як Мар'їнка, Піски, авдіївська промзона, Трьохізбенка, Гранітне.
Ярослав був у групі з саперів та представників СЦКК, які вирушили забирати тіло командира розвідувального взводу Дмитра Красногрудя, що підірвався на міні. В евакуаційній групі, яку спорядили 13 липня, сержант Журавель йшов першим, у тій же групі перебував Микола Ілін. Російські терористи почали обстрілювати групу евакуації, попри «режим тиші», узгоджений через ОБСЄ.
Опісля обстрілу поранений Ярослав залишився на полі бою без допомоги, незважаючи на те, що президент Зеленський "взяв під свій особстий контроль" цю ситуацію. Сержанта бачили з дрона української розвидки, в перші часи він сам оказував собі допомогу, але команда на його врятування так і не була відправлена. Через три дні, приблизно 16 липня стало зрозуміло, що сержант загинув від поранень. 21 липня тіло сержанта передали на контрольовану урядом України територію.
Видання Zaxid.net стверджувало, що "три дні поспіль росіяни не давали проводити пошукову операцію", однак Сергій Журавель, батько загиблого сержанта звинуватив Зеленського в тому, що той заборонив відряджати на порятунок бійця додатковий підрозділ спецпризначенців, в наслідок чого Ярослав Журавель втратив забагато крові й згодом помер. Сергій Журавель написав заяву до ДБР з вимогою відкрити кримінальну справу проти президента Володимира Зеленського через смерть його сина..
«Це не президент країни. Це просто людина-порожнеча, яка вбила мого сина своїми заявами, що він все бере під особистий контроль. І тоді жодну спецоперацію не проводили, хоча люди чекали. Спецпризначенці чекали, щоб винести пораненого бійця. Цього не було зроблено тільки з наказу президента України Зеленського Володимира», – заявив батько Ярослава Журавля
ДБР відмовила порушувати справу, тоді Сергій Журавель звернувся до суду і 22 грудня 2020 року Печерський районний суд Києва задовольнив скаргу батька загиблого Ярослава Журавля, зобов’язавши ДБР відкрити провадження щодо верховного головнокомандувача Володимира Зеленського по факту бездіяльності, яка призвела до смерті бійця.
Ярослав Журавель був похований 23 липня 2020 року в селі Андріївка, на Дніпропетровщині, де народився і виріс.
3 серпня була створена електронна петиція за надання Ярославу Журавлю звання Герой України (посмертно).

## Нагороди та відзнаки
- 5 серпня 2020 року, Указом Президента України № 304/2020, — за особисту мужність i самовіддані дії, виявлені у захисті державного суверенітету та територіальної цілісності України, — нагороджений орденом «За мужність» III ступеня (посмертно)[9].
- Медаль «За військову службу Україні»[10]